# ZillaKami
ZillaKami, pseudonimo di Junius Rogers (Bay Shore, 20 settembre 1999), è un rapper e cantautore statunitense.

## Biografia
Junius Rogers è nato a Bay Shore, New York nel 1999. Ha iniziato la sua carriera come ghostwriter e come partner di 6ix9ine. In questo periodo, ZillaKami ha scritto una canzone concepita per essere cantata in duo e 6ix9ine gli propose di registrarla insieme; il singolo è stato poi pubblicato col titolo Yokai. Successivamente ZillaKami e 6ix9ine hanno realizzato insieme un secondo singolo, Hellsing Station, prima della fine della collaborazione nel 2017, in seguito a una lite tra i due legata sia a disaccordi finanziari che a una foto, pubblicata da ZillaKami, che ritraeva 6ix9ine mentre palpeggiava una presunta tredicenne.
Il 30 aprile 2017 ZillaKami ha pubblicato il suo EP di debutto come solista, LifeIsAHorrorMovie, che ha poi ripudiato affermando di non essere più in sintonia con la musica che conteneva.
Poco dopo, ZillaKami è entrato in contatto con il rapper Sosmula, figlio della proprietaria del negozio di tatuaggi dove lavorava suo fratello maggiore Peter. Pochi giorni dopo la scarcerazione di Sosmula per traffico di droga i due hanno dato vita ai City Morgue. Nell'agosto 2018, dopo alcuni singoli isolati, hanno pubblicato il loro EP di debutto come gruppo, intitolato Be Patient.
Il 12 ottobre 2018, i City Morgue hanno pubblicato il loro album di debutto City Morgue Vol. 1: Hell or Hight Water.  seguito da City Morgue Vol. 2: As Good as Dead, pubblicato il 13 dicembre 2019, la sua deluxe City Morgue Vol. 2: As Good as Dead (Deluxe) pubblicata nell'aprile del 2020, un mixtape intitolato Toxic Boogaloo, uscito il 31 luglio dello stesso anno, contenente canzoni scartate dal loro terzo album in studio, City Morgue Vol. 3: Botto of the Barrel, pubblicato a dicembre 2021.
Nel 2019, ZillaKami avrebbe dovuto pubblicare il suo mixtape di debutto da solista, intitolato Anti. Questo progetto, però, alla fine non è mai stato reso pubblico. Anti è stato poi, durante il 2021, riconfermato, e sarebbe dovuto uscire nel 2022. Al suo posto, durante il 2020, Rogers ha incominciato a parlare di un altro mixtape, il quale nome verrà rivelato durante il 2021: Dogboy. Vari spezzoni sono stati pubblicati dall'artista per anticipare il progetto, anch'esso posticipato dal 2020 al 2021. Quattro singoli, estratti da esso, sono stati pubblicati durante il 2021: Chains, a marzo; Badass, che vanta la collaborazione di Lil Uzi Vert, ad aprile; Frosty a fine agosto, dopo un altro periodo di silenzio, e a sorpresa Not Worth It a inizio settembre.
Poco dopo l'ultimo singolo, ZillaKami e il suo entourage hanno annunciato la data di pubblicazione del mixtape per il 17 settembre. Con l'annuncio, sono stati pubblicati la copertina e un link di pre-salvataggio. ZillaKami ha pubblicato Dogboy un mese più tardi rispetto a 13 Sogns 2 Die 2 di Sosmula, il rapper che ha formato insieme a lui i City Morgue.

## Stile
La musica di ZillaKami è stata descritta come un miscuglio di elementi dell'hardcore punk e dell'heavy metal con la musica trap, con l'aggiunta di urla e suoni gutturali e tematiche aggressive. I suoi testi parlano spesso di violenza, morte, masochismo e uso di droghe. Molte caratteristiche della sua musica sarebbero state prese in prestito da 6ix9ine, sia durante che dopo il periodo di collaborazione.
Ha citato come sue maggiori influenze i Title Fight, Marilyn Manson, Slipknot, Korn, DMX, i Radiohead e gli Onyx.

## Discografia

### Da solista

#### Album in studio
- 2023 Audio Creep

#### Mixtape
- 2021 - Dogboy
- 2022 - Anti

#### EP
- 2017 - LifeIsAHorrorMovie
- 2019 - German Dogs

#### Singoli
- 2021 - Chains
- 2021 - Badass
- 2021 - Frosty
- 2021 - Not Worth It

#### Collaborazioni
- 2016 - 6ix9ine Yokai
- 2016 - 6ix9ine Hellsing Station
- 2017 - $ubjectz GangShit ft. Cameronazi
- 2017 - $ubjectz War Paint ft. Cameronazi
- 2017 - Itsoktocry Shinigamistarship
- 2017 - Cameronazi ft. $ubjectz Areyoureadykids?
- 2017 - Cameronazi Squad Up
- 2017 - Cameronazi Devil horns
- 2018 - Saint Poncho Fvkkk
- 2018 - Xzarkhan Jungle Klipped
- 2018 - Eskiiimo I Solemnly Swear
- 2018 - Yadrin Demonscall
- 2018 - Yadrin ft. SosMula Bhum Bukket Rmx
- 2018 - Stoney Runnin'
- 2018 - BurnKas Red Rum
- 2018 - Denzel Curry ft. Jpegmafia Vengeance
- 2018 - Lil Gnar Man Down
- 2018 - Powers Pleasant ft. Jay IDK, Zombie Juice and Denzel Curry Please Forgive
- 2018 - Danon The Producer Shootinphotos
- 2018 - DrownMili ft. BurnKas Kid Soulja
- 2019 - Dark Polo Gang Young Rich Gang Remix
- 2019 - Ramirez Baphomet
- 2020 - IC3PEAK TRRST

### Con City Morgue

#### Album in studio
- 2018 - City Morgue Vol. 1: Hell or Hight Water
- 2019 - City Morgue Vol. 2: As Good as Dead
- 2021 - City Morgue Vol. 3: Bottom of the Barrel
- 2023 - City Morgue Vol.4: My Bloody America

#### Mixtape
- 2020 - Toxic Boogaloo

#### EP
- 2018 - Be Patient.

#### Singoli
- 2019 - 66slavs
- 2019 - Dawg
- 2019 - What's My Name